# Campeonato Croata de Futebol de 2015–16
O Campeonato Croata de 2015-16 foi a vigésima quinta edição da primeira divisão do futebol na Croácia. O Dínamo Zagreb, da capital homônima, foi o campeão da temporada, chegando a seu 18º título do campeonato croata, décimo consecutivo.

## História e sistema de disputa
Dez equipes participaram do Campeonato Croata em sua temporada 2015-16. O primeiro jogo se deu em 27 de julho de 2015 e a última rodada aconteceu em 26 de maio de 2016.
O campeonato foi disputado em uma única fase, na qual todos os times se enfrentaram entre si quatro vezes, duas vezes em casa, duas vezes fora, perfazendo assim 36 jogos para cada equipe.
O campeão se classificava para as fases preliminares da Liga dos Campeões da UEFA de 2016–17. O segundo, terceiro e o quarto colocados entravam nas fases preliminares da Liga Europa da UEFA de 2016–17. O último colocado (10º na tabela geral) era rebaixado para a 2.HNL (segunda divisão). O penúltimo colocado (9º na tabela geral) disputava uma repescagem contra o vice-campeão da segunda divisão para decidir quem ficaria com a última vaga na 1. HNL.

## Classificação final
| #   | Time           | Jogos | Vitórias | Empates | Derrotas | GP-GC | Pontos | Classificação ou rebaixamento |
| 1.  | Dinamo Zagreb  | 36    | 26       | 7       | 3        | 67-19 | 85     | Campeão                       |
| 2.  | Rijeka         | 36    | 21       | 14      | 1        | 56-29 | 77     | Classificado à Liga Europa    |
| 3.  | Hajduk Split   | 36    | 17       | 10      | 9        | 46-28 | 61     | Classificado à Liga Europa    |
| 4.  | Lokomotiva     | 36    | 16       | 4       | 16       | 56-53 | 52     | Classificado à Liga Europa    |
| 5.  | Inter Zaprešić | 36    | 11       | 14      | 11       | 39-48 | 47     |                               |
| 6.  | RNK Split      | 36    | 10       | 16      | 10       | 28-29 | 46     |                               |
| 7.  | Slaven Belupo  | 36    | 10       | 12      | 14       | 41-42 | 42     |                               |
| 8.  | Osijek         | 36    | 7        | 13      | 16       | 27-49 | 34     |                               |
| 9.  | Istra 1961     | 36    | 4        | 12      | 20       | 23-58 | 24     | Repescagem                    |
| 10. | NK Zagreb      | 36    | 3        | 8       | 25       | 27-64 | 17     | Rebaixado para a 2. HNL       |

## Repescagem e rebaixamento
A repescagem, que valia a última vaga na primeira divisão, foi jogada entre Istra 1961 (penúltimo na 1. HNL) e Šibenik (segundo na 2. HNL). Assim foram as partidas:
Jogo de ida
| 29 de maio    | Šibenik  | 1 – 1     | Istra 1961 | Stadion Šubićevac, Šibenik           |
| 19:00 (UTC+2) | Šare 87' | Relatório | Trojak 18' | Público: 3 000 Árbitro: CRO B. Marić |

Jogo de volta
| 1 de junho    | Istra 1961 | 1 – 1     | Šibenik  | Stadion Aldo Drosina, Pula           |
| 20:15 (UTC+2) | Mišić 51'  | Relatório | Šare 49' | Público: 3 470 Árbitro: CRO F. Jović |

|                                                |     | Penalidades                                       |  |
| Zlomislić Gržan Mihaljević Đurić Victor Bouhna | 5–4 | Plazonić Vukorepa Grković Alispahić Barać Collins |  |

Com estes resultados, o Istra 1961 permaneceu na 1. HNL e o Šibenik permaneceu na 2. HNL para a próxima temporada.
O Cibalia venceu a 2. HNL e foi promovido para a próxima temporada, ocupando a vaga do NK Zagreb.

## Artilheiros
O artilheiro da competição foi o macedônio Ilija Nestorovski do Inter Zaprešić, com 25 gols.